# Kratié
Kratié (ou Kratie) é uma província do Camboja. Sua capital é a cidade de Kratié. Possui uma área de 11.094 km². Em 2008, sua população era de 318.523 habitantes.
A província está subdividida em 5 distritos:
- 1001 - Chhloung
- 1002 - Kratié
- 1003 - Preaek Prasab
- 1004 - Sambour
- 1005 - Snuol